# Centre de la mémoire d'Oradour
Centre de la mémoire d'Oradour har til formål at erindrede om forbrydelser, som 2. SS panserdivision "Das Reich" begik i Oradour-sur-Glane, at informere om forbrydelsen og fungere som et mindesmærke for kommende generationer. 

## Oprindelse
På initiativ af Jean Claude Peyronnet, præsident for Conseil Général i Haute-Vienne og med billigelse fra den franske forening for martyrernes familie blev projektet foretagt for den tidligere franske præsident François Mitterrand i 1989.
I 1992 blev det ved en international udbudsforretning afgjort hvem der skulle lede projektet og det fik støtte fra det franske kulturministerium, ministeriet for krigsveteraner og EU. 
I 1994 blev der ansat en projektdirektør, som skulle koordinere den historiske forskning. Samtidig blev arkitekten Yves Devraine udpeget til at tegne og bygge centret.
I 1999 blev centret i Oradour åbnet af den franske præsident Jacques Chirac og den franske kulturminister Catherine Trautmann.
I 2002 havde centret 300.000 besøgende, som kunne se den permanente udstilling og skiftende udstillinger. 

## Arkitektur
Ifølge arkitektens koncept forenes landskabet og centerbygningen til en enestående symbiose af såkaldt "non-architecture".
Denne "non-architecture" er gennemført med et tag, som tillader et blik udover Glane dalen, ruinerne af den tidligere landsby og også den nye. Rustne stålblade deler brutalt bygningens midte, som symbol på ødelæggelse og erindring og modstand mod elementerne. Materialerne, som er efterladt i deres naturlige form synes ældede. 
I den cirkelformede indgangshal er to store fotografier ophængt som symboler. Det ene viser Hitler som taler til masserne på et partimøde i Nürnberg og det andet er skiltet ved indgangen til ruinerne af Oradour-sur-Glane "Souviens-toi" (For at du ikke skal glemme). Den permanente udstilling vises i skiftevis sorte og hvide omgivelser hvor billedskinner hænger frit ud for væggene og viser nazistbevægelsen og "Das Reich" divisionens fremrykning mod Oradour og lyse områder, som på en meget blødere måde viser landsbyen og folkene i Oradour inden massakren. 
I kælderen ligger der et ressourcecenter og rum med midlertidige adskiillelser, som kan rumme skoleklasser og lærere. Oprindelig skabt som en facilitet for den historiske forskning, som blev gennemført ved forberedelsen af centerets permanente udstilling, rummer ressourcecentret fransk og udenlandsk arkivmateriale, fotografier, film udgivelser og blade. 
Følelsen af afsløring, som afspejles i den ydre udformning og indretningen af udstillingsområderne giver den besøgende mulighed for at tænke sine egne tanker. Der er gjort meget ud af af vinduer og spejlbeklædte overflader, som tilskynder besøgende til at foretage rejsen fra fortiden mod fremtiden og undersøge den anden side af spejlet. 

## Eksterne kilder
- Oradour-sur-Glane Memorial Center
- Østrigsk mindegudstjeneste på centre de la mémoire d'Oradour-sur-Glane

45°55′41″N 1°02′13″Ø / 45.92806°N 1.03694°Ø